# Феира де Сантана
Феира де Сантана (порт. Feira de Santana) град је у Бразилу у савезној држави Баија. Према процени из 2007. у граду је живело 571.997 становника.

## Географија

### Клима
| Клима (Феира де Сантана) | Клима (Феира де Сантана) | Клима (Феира де Сантана) | Клима (Феира де Сантана) | Клима (Феира де Сантана) | Клима (Феира де Сантана) | Клима (Феира де Сантана) | Клима (Феира де Сантана) | Клима (Феира де Сантана) | Клима (Феира де Сантана) | Клима (Феира де Сантана) | Клима (Феира де Сантана) | Клима (Феира де Сантана) | Клима (Феира де Сантана) |
| Показатељ \ Месец        | .Јан.                    | .Феб.                    | .Мар.                    | .Апр.                    | .Мај.                    | .Јун.                    | .Јул.                    | .Авг.                    | .Сеп.                    | .Окт.                    | .Нов.                    | .Дец.                    | .Год.                    |
| ------------------------ | ------------------------ | ------------------------ | ------------------------ | ------------------------ | ------------------------ | ------------------------ | ------------------------ | ------------------------ | ------------------------ | ------------------------ | ------------------------ | ------------------------ | ------------------------ |
| [ тражи се извор ]       |                          |                          |                          |                          |                          |                          |                          |                          |                          |                          |                          |                          |                          |

## Становништво
Према процени из 2007. у граду је живело 571.997 становника.
| 1991.   | 2000.   |
| ------- | ------- |
| 406,447 | 480,949 |